# Україна (універмаг, Київ)
Універмаг «Україна» знаходиться на Галицькій площі у Шевченківському районі міста Києва, розташований між Берестейським проспектом, вулицями Бульварно-Кудрявською і Жилянською. Збудований у 1960—1966 роках. Після реконструкції 2003—2004 років перетворився на торгово-розважальний центр.
Поруч знаходиться готель «Либідь».

## Історія

### Будівництво і відкриття
Універмаг «Україна» збудовано в рамках компанії масової забудови Києва 50-60 років ХХ століття у ході втілення першого повоєнного (1947 року) генплану Києва. У роки так званої Хрущовської відлиги напрямок Житомирське шосе — Брест-Литовський проспект — бульвар Шевченка відігравав роль парадного в'їзду до столиці республіки для західних туристів, тому естетичному вигляду будівель приділялась значна увага. Доволі об'ємна будівля універмагу повністю відтіснила стихійну торгівлю на місці ліквідованого торжища за межі Галицької площі та перекрила собою вельми непрезентабельну індустріально-складську забудову поруч із Центральним вокзалом Київського залізничного вузла.
Споруда зведена у стилі функціоналізму за проектом архітектора І. Гомоляки. Із загального ряду забудови проспекту будівлю універмагу вирізняють художньо-функціональні рішення із суцільними площинами фасадів, відсутністю декору, простою композицією, що максимально використовує можливості таких будівельних матеріалів, як скло, метал, бетон.
Складні інженерно-геологічні умови місцевості (історична заплава ріки Либідь в зоні впадіння річки Скоморох і Афанасівського струмка) вплинули на конструктиве рішення будівлі універмагу. Каркасна будівля довжиною 130 метрів і об'ємом 137 тис. кубічних метрів спирається на 1200 паль. Комунікації пролягали між перекриттями та підвісними стелями. У будівлі було встановлено 15 ліфтів і 12 ескалаторів загальною довжиною 250 метрів.
Найбільше на той час в УРСР підприємство торгівлі почали зводити у 1960 році, під майбутній універмаг вирили котлован і… надовго його покинули. Котлован заповнився водою, там оселилися жаби, а в літню спеку плескались хлопці з оточуючих будинків. У цей час відбувалось коригування проектної документації. Зрештою флагман торгівлі було зведено трестом «Київміськбуд-2» Головкиївміськбуду і п'ятнадцятьма його субпідрядними організаціями. Перед новорічними святами 24 грудня 1966 року універмаг «Україна» відчинив свої двері для відвідувачів. На урочистому відкритті універмагу був присутній перший секретар ЦК КПУ Володимир Щербицький, який перерізав стрічку.
Загальна площа приміщень на чотирьох поверхах будівлі становила близько 25 тис.кв.м, торгівельна — 12 тис.м2. В універмазі працювало 465 продавців.
З огляду на відсутність підвальних приміщень (наявна лише напівзаглиблена рампа з боку вул. Жилянської) комплекс складів універмагу був облаштований в іншому районі міста на вулиці Ковпака, 8.

### Реконструкція
Внаслідок процесів, що відбувались в Україні в роки перебудови та на початку Незалежності купівельна спроможність населення істотно знизилася. Однак вдале розміщення магазину на перетині основних магістралей неподалік від станції Київ-Пасажирський дозволило підприємству пережити і гіперінфляцію і приватизацію та залишитися одним з провідних торговельних закладів Києва.
У 2003 році розпочата реконструкція і робота торгового центру була припинена на рік. Відкриття оновленого Універмагу «Україна» припало на 17 грудня 2004 року. У процесі реконструкції до основної будівлі була споруджена тилова прибудова з торговими площами, а також добудований 7-рівневий відкритий паркінг на 300 паркомісць. Внаслідок цього площа Універмагу після реконструкції зросла до 45,3 тис. кв. м.
Район Універмагу — це великий транспортний вузол, місце перетину транспортних і пасажиропотоків. У безпосередній близькості від Універмагу знаходяться 2 станції метро, численні зупинки міського громадського транспорту, а також Центральний залізничний вокзал і кінцева станція швидкісного трамвая.

## Галерея

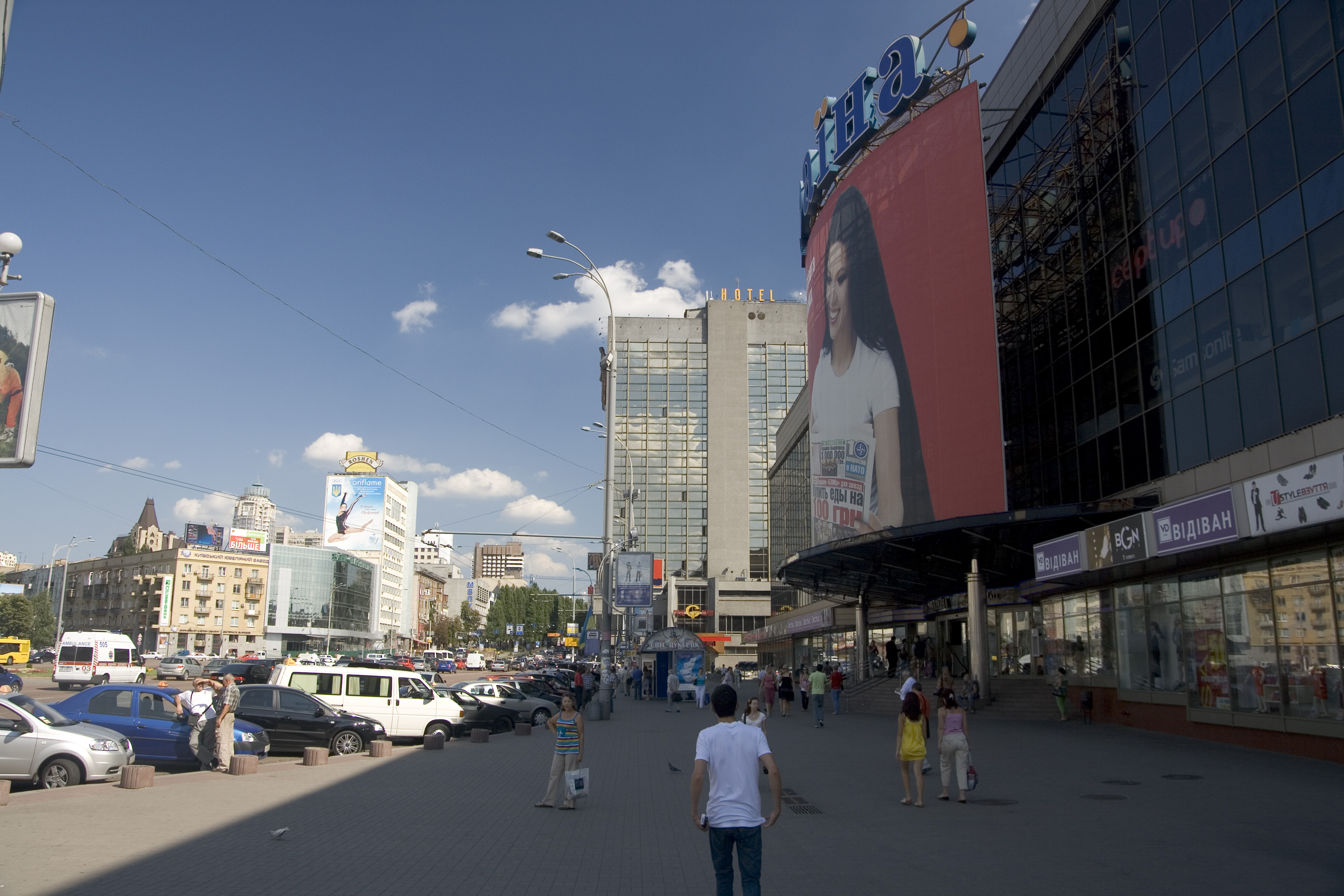
Вхід до універмагу
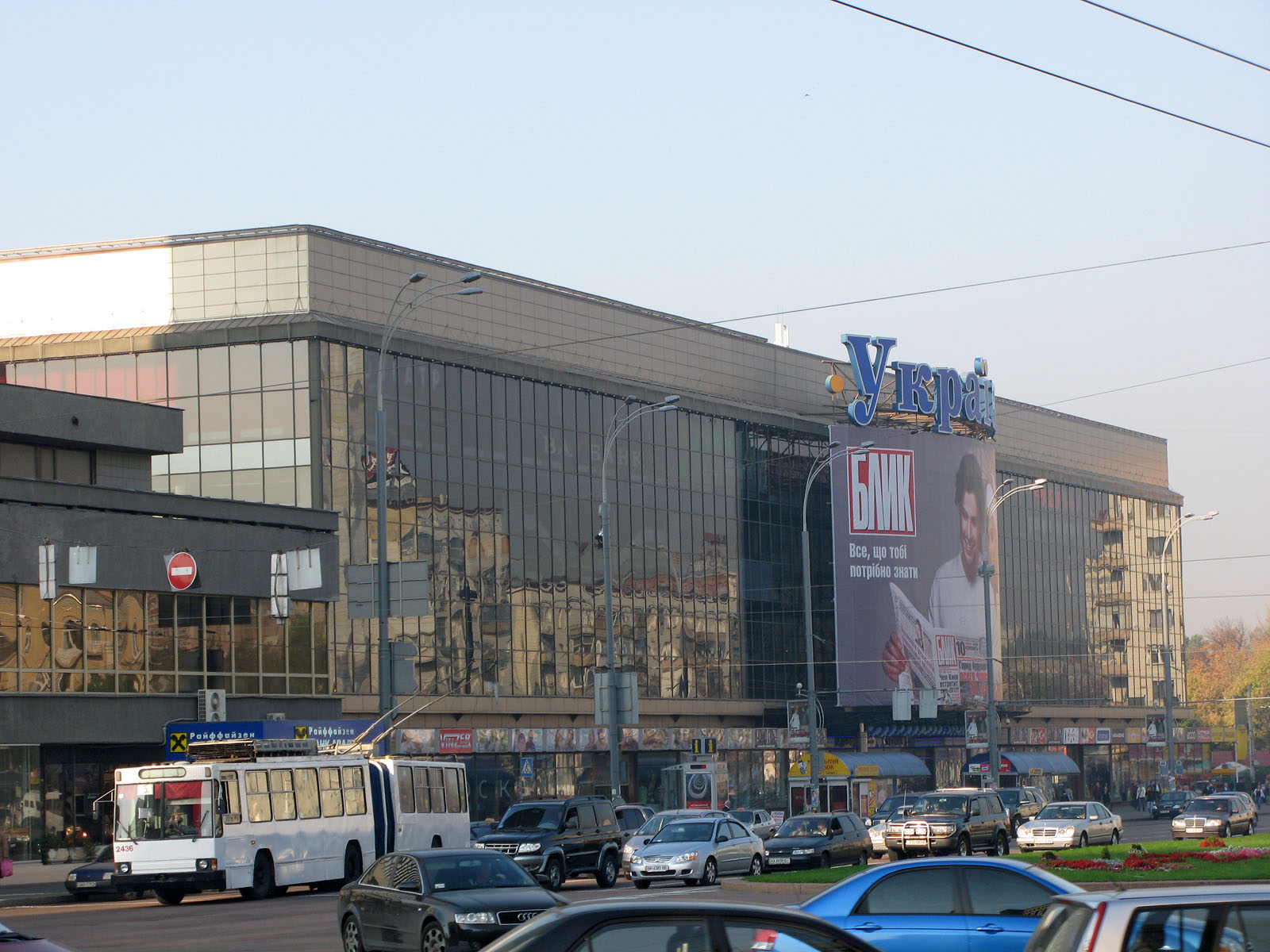
Зовнішній вигляд
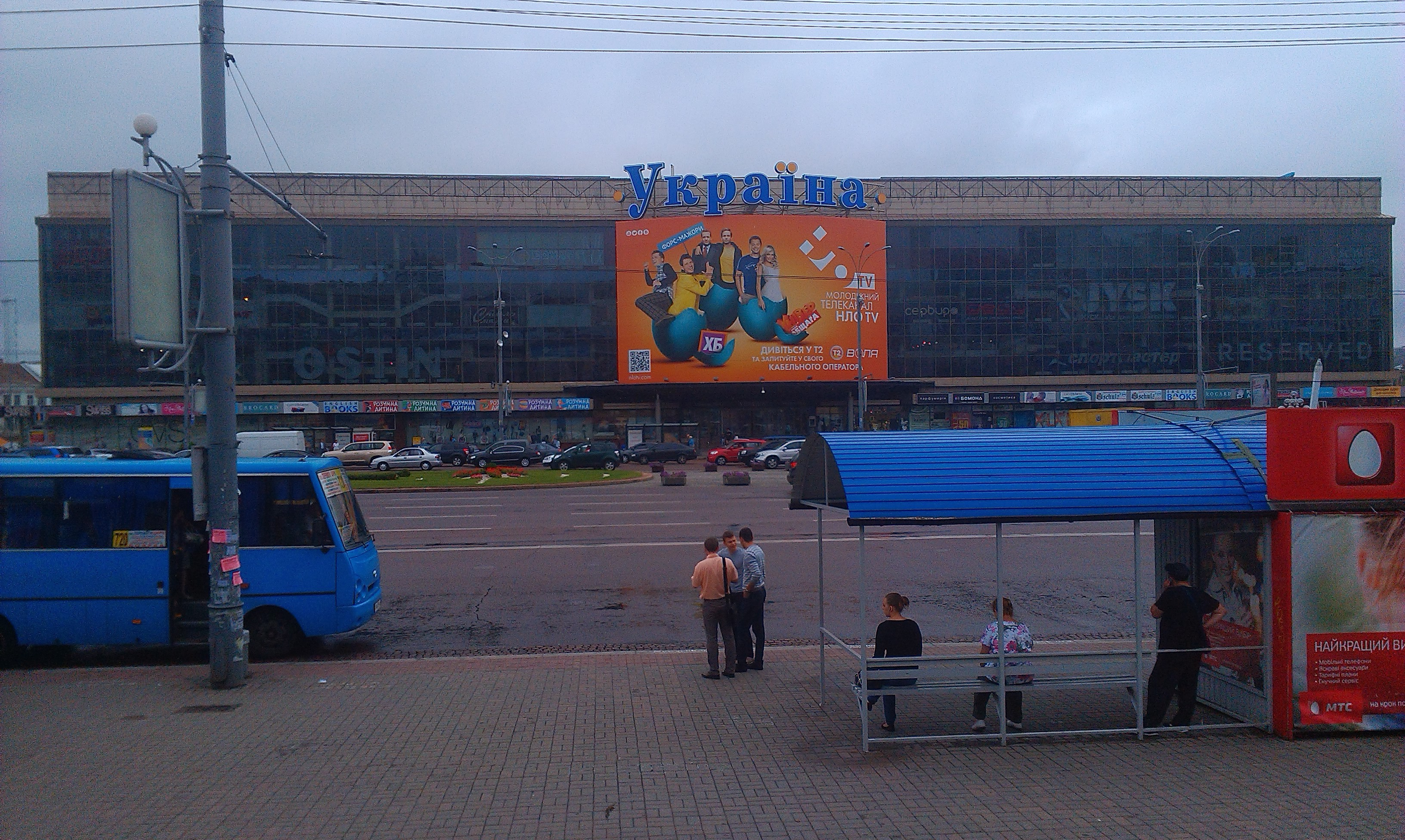
Вид з іншого боку площі
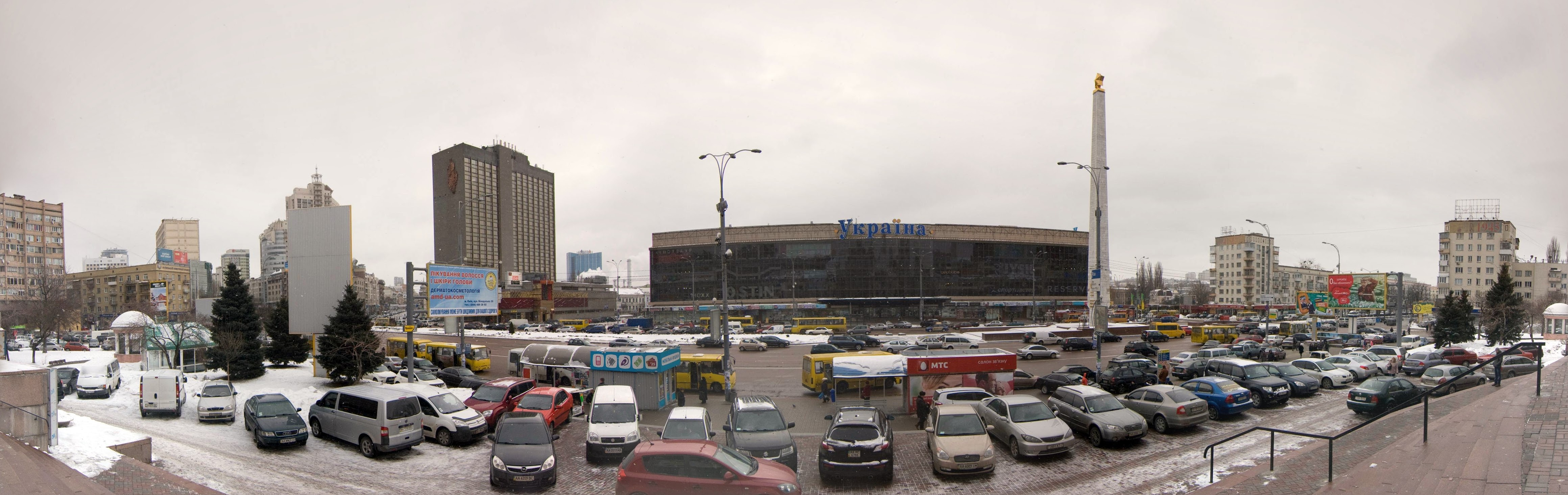
Панорама